# Alertichthys
Alertichthys is een monotypisch geslacht van straalvinnige vissen uit de familie van congiopoden (Congiopodidae).

## Soort
- Alertichthys blacki Moreland, 1960